# 喜羊羊与灰太狼之筐出胜利
《喜羊羊与灰太狼之筐出胜利》（英語：Pleasant Goat and Big Big Wolf: Dunk for Victories）是原创动力制作发行的电视动画，为《喜羊羊与灰太狼》系列的第23部动画连续剧作品，也是《喜羊羊与灰太狼之运动英雄传》系列的首部作品。本作于2021年1月22日在金鹰卡通及多个流媒体平台播出，每天播出四集。
本作以草原篮球杯为背景，讲述了五支羊族球队与一支狼族球队面对强劲对手时团结一致，顽强拼搏，坚定追求篮球梦想的励志故事。

## 制作
在本作之前，喜羊羊团队已推出过《羊羊运动会》系列，在豆瓣也收获了7.7分的评分，在运动题材上积累了制作经验。但在策划本作时，主创团队仍然有不小的顾虑。导演黄俊铭认为篮球体育题材的国产动画作品很少见，想挑战该题材，同时改变喜羊羊以往偏向冒险的风格。

### 制作人员
- 动画导演：陈雄滨、容裕庆、周泽钜、全超、林家树、何英强、梁颂贤、蔡木炎
- 美术指导：陈媛媛
- 美术设计：麦婉霞、李诗雨、许卓婕、汪健豪、蔡燕冰、梅志文、雷跃荣、何杰银
- 动画设计：文儒杰、张瀚文、崔恒硕、何梓华、田树钿、苏泽华、杨璐、汪红星、聂浩帆、刘思婷、陈东、肖桂军、梁锡伦、黄妙明、孙海、黎锦儒、杨仪、黄镁萍、文子豪、熊芷琪、黄维嘉、蔡奎昌、李鑫、朱思彦、邵杰荣、赵家新、甘静敏、张惠莹、王建俊、罗铮、何文意
- 三维制作：张程、尹润钟、蓝启超、唐武强、王昕、李颖琦、王嘉露、贡存
- 制片：蔡瑞琼、张娴、苏婉梓、颜丽婷
- 制片统筹：侯志云、马燕妮、李春颖
- 媒体发行：邱海燕、丁丹
- 宣传推广：梁艳妮、关晓雯、冯晓萍
- 市场推广：薛雯君、庄雪莲
- 后期制作：孙彩霞、冼静文、吴雪丽、黄仕宏、何宇晴
- 音效制作：广州贤舞文化传播有限公司／邝颖麒、谢雨田、张轩毓、于淼、汤长滕、韩天
- 音效总监：邝颖麒
- 动效/混音：邝颖麒
- 录音：缪海标
- 编审：吴潮威、郭敏棋、刘维
- 策划统筹：郭鹏
- 编剧：刘泽敏、刘清润、黄文基、朱海莹、陈晓丹、石建娜、梁子凯、耿漪淼、刘峰
- 导演：黄俊铭、陈力进
- 监制：黄晓雪
- 制作发行：广东原创动力文化传播有限公司
- 出品人：广东原创动力文化传播有限公司

## 音乐
片头曲/插曲
- 希望之篮

作词：刘付婷，作曲：缪海标，演唱：壹其
片尾曲
- 别看我只是一只羊

作词、作曲、演唱：古倩敏

## 宣发
2020年9月28日，原创动力在杭州第一世界大酒店举行新片推介会，宣布喜羊羊与灰太狼将于2021年冬季上线新系列《运动英雄传》，同时公布了系列首部作品的名称。

## 播出
2021年1月22日17:30在金鹰卡通卫视电视首播，同日18:00于网络平台上线首播，每天播出四集。此后的周五周六周日为17:00开播。
翡翠台于2022年9月4日结束重播《哆啦A夢》（水田版第一辑）后，每星期日下午5:00-5:30的动画时段分拆出播两套动画，5:00-5:15播出《喜羊羊与灰太狼之运动英雄传筐出胜利》，5:15-5:30播出《激爆世纪 樽甲弹盖人DX》，每套每次只播放一集。
由于翡翠台于2022年10月2日下午2:50直播《足总杯2022/2023 - 晋峰 对 港会》，因超时关系，《喜羊羊与灰太狼之运动英雄传筐出胜利》临时暂停播映并抽起第4集。2022年10月9日，翡翠台于是继续播出《喜羊羊与灰太狼之运动英雄传筐出胜利》第5集。第4集最终于2024年1月3日补播。

## 角色

### 守護者隊
| 角色   | 介紹                                                                               | 國語配音 | 粵語配音                                  |
| 喜羊羊 | 守護者隊的隊長兼小前鋒                                                             | 祖麗晴   | 梁少霞                                    |
| 灰太狼 | 守護者隊的第六人兼大前鋒，在球隊成立的後期才加入的球員，是守護者隊中唯一的狼族球員 | 張琳     | 李錦綸，羅偉傑 (筐出未來)                 |
| 美羊羊 | 守護者隊的控球後衛                                                                 | 鄧玉婷   | 何璐怡，姜嘉蕾 (筐出未來)                 |
| 懶羊羊 | 守護者隊的得分後衛                                                                 | 梁穎     | 葉曉欣，林芷筠 (筐出未來)                 |
| 沸羊羊 | 守護者隊的大前鋒                                                                   | 劉紅韻   | 林丹鳳，曾秀清 (筐出未來)                 |
| 暖羊羊 | 守護者隊的中鋒                                                                     | 鄧玉婷   | 黃鳳英，程文意 (筐出未來)                 |
| 慢羊羊 | 羊村村長兼守護者隊的助理教練                                                       | 高全勝   | 黃子敬、陳灝瑋（少年），黃志明 (筐出未來) |
| 烈羊羊 | 守護者隊的主教練                                                                   | 李團     | 葉振聲、梁偉德（少年），高翰文 (筐出未來) |

注：除灰太狼外，均為羊族。

### 霹雳鼠队
| 角色 | 介紹         | 國語配音 | 粵語配音 |
| 鼠一 | 霹雳鼠队队长 |          | 魏惠娥   |
| 鼠二 |              |          | 陳耀楠   |
| 鼠三 |              |          |          |
| 鼠四 |              |          |          |
| 鼠五 |              |          |          |

### 狮心队
| 角色   | 介紹       | 國語配音 | 粵語配音 |
| 杰帅   | 狮心队队长 |          | 關令翹   |
| 狮莱娜 |            |          | 黃昕瑜   |
| 经理人 |            |          | 招世亮   |

### 跳跃者队
| 角色   | 介紹         | 國語配音 | 粵語配音 |
| 兔可爱 | 跳跃者队队长 |          | 凌晞     |

### 音速隊
| 角色 | 介紹                                   | 國語配音 | 粵語配音 |
| 豹姐 | 音速隊的隊長，美羊羊的偶像，豹妹的姐姐 | 趙娜     | 林元春   |
| 豹妹 | 舞蹈員，豹姐的妹妹                     | 趙娜     | 林元春   |

### 狼隊
| 角色       | 介紹                                    | 國語配音 | 粵語配音                  |
| 球勝狼     | 狼隊的隊長兼小前鋒                      | 鄧玉婷   | 鄭麗麗                    |
| 玉太狼     | 狼隊的控球後衛                          | 鄧玉婷   | 成瑤孆                    |
| 凝太狼     | 狼隊的得分後衛                          | 李團     | 麥皓豐                    |
| 壯太狼     | 狼隊的中鋒                              | 高全勝   | 李鎮然                    |
| 長太狼     | 狼隊的大前鋒                            | 李團     | 李安邦                    |
| 灰太狼     | 狼队的候补队员→正选队员→退队            | 張琳     | 李錦綸，羅偉傑 (筐出未來) |
| 灰二太太狼 | 狼队的候补队员→未正式打过比赛前被开除。 | 高全胜   | 鄧志堅                    |
| 拳击狼     | 狼队的候补队员→未正式打过比赛前被开除。 | 高全胜   | 梁志達                    |
| 白眼狼     | 狼队的候补队员→未正式打过比赛前被开除。 | 高全胜   | 李凱傑                    |
| 双刀狼     | 狼队的候补队员→未正式打过比赛前被开除。 | 梁颖     | 陳卓智                    |
| 双叉狼     | 狼队的候补队员→未正式打过比赛前被开除。 | 刘红韵   | 陳永信                    |
| 巫师狼     | 狼队的候补队员→未正式打过比赛前被开除。 | 邓玉婷   | 蘇強文                    |
| 夜太狼     | 狼队的候补队员→未正式打过比赛前被开除。 | 祖晴     | 劉奕希                    |

### 滑翔机队
| 角色   | 介紹         | 國語配音 | 粵語配音 |
| 鹰傲天 | 滑翔机队队长 |          |          |

### 其他角色
| 角色   | 介紹                 | 國語配音 | 粵語配音                  |
| 紅太狼 | 灰太狼的妻子         | 趙娜     | 黃麗芳，劉惠雲 (筐出未來) |
| 小灰灰 | 灰太狼和紅太狼的兒子 | 梁穎     | 袁淑珍，吳敏熹 (筐出未來) |
| 兔小小 | 兔可爱的弟弟         |          | 張頌欣                    |

## 反响和评价
数据显示，《筐出胜利》播出后在腾讯视频、芒果TV双平台热度破2亿，全平台少儿内容热度排名第一，豆瓣评分9.4。ACGx认为，本作以“连续剧模式”进行内容创作，除了要在动画故事层面下足功夫之外，也要注重加入更多超出观众预期的内容来降低IP运作风险。
值得注意的是，本作在虎扑等体育球迷论坛意外地掀起空前的讨论热度，连续登顶热搜榜达十余日，“虎扑”也一度被戏称为“羊扑”。不少网友对动画角色寻找原型、进行分析。大结局落幕之后，主创团队更以“青青草原守护者队”的身份在虎扑开帖，仿照NBA赛后讨论的方式邀请观众们前来回帖。同时，守护者队的成员们还都在虎扑开设了“个人账号”，会在各类帖子下方回复，响应球迷们的喜爱。